# Het Kerkje
Het Kerkje is een oorspronkelijke Nederlands hervormd kerkgebouw in Budel in de Nederlandse provincie Noord-Brabant.
De kerk, gelegen aan de Doctor Ant. Mathijsenstraat nr 7, werd gebouwd in 1812 gedurende de Franse tijd. Bij de bouw werd gebruik gemaakt van afbraakmateriaal van de kerk van de zusters Franciscanessen van Achel. Het kerkgebouw is een driezijdig gesloten zaalkerk. Op het dak bevindt zich een torentje in de vorm van een dakruiter met een in 1751 door de Amsterdamse klokkengieter Cyprianus Crans Jansz gegoten klok.
Kenmerkende elementen in het interieur zijn een preekstoel met een door Claude Demeny in 1734 vervaardigde koperen lezenaar, een doophek en een doopbekkenhouder met bekken.
De kerk werd op 5 mei 1967 als rijksmonument ingeschreven in het monumentenregister.

## Externe link

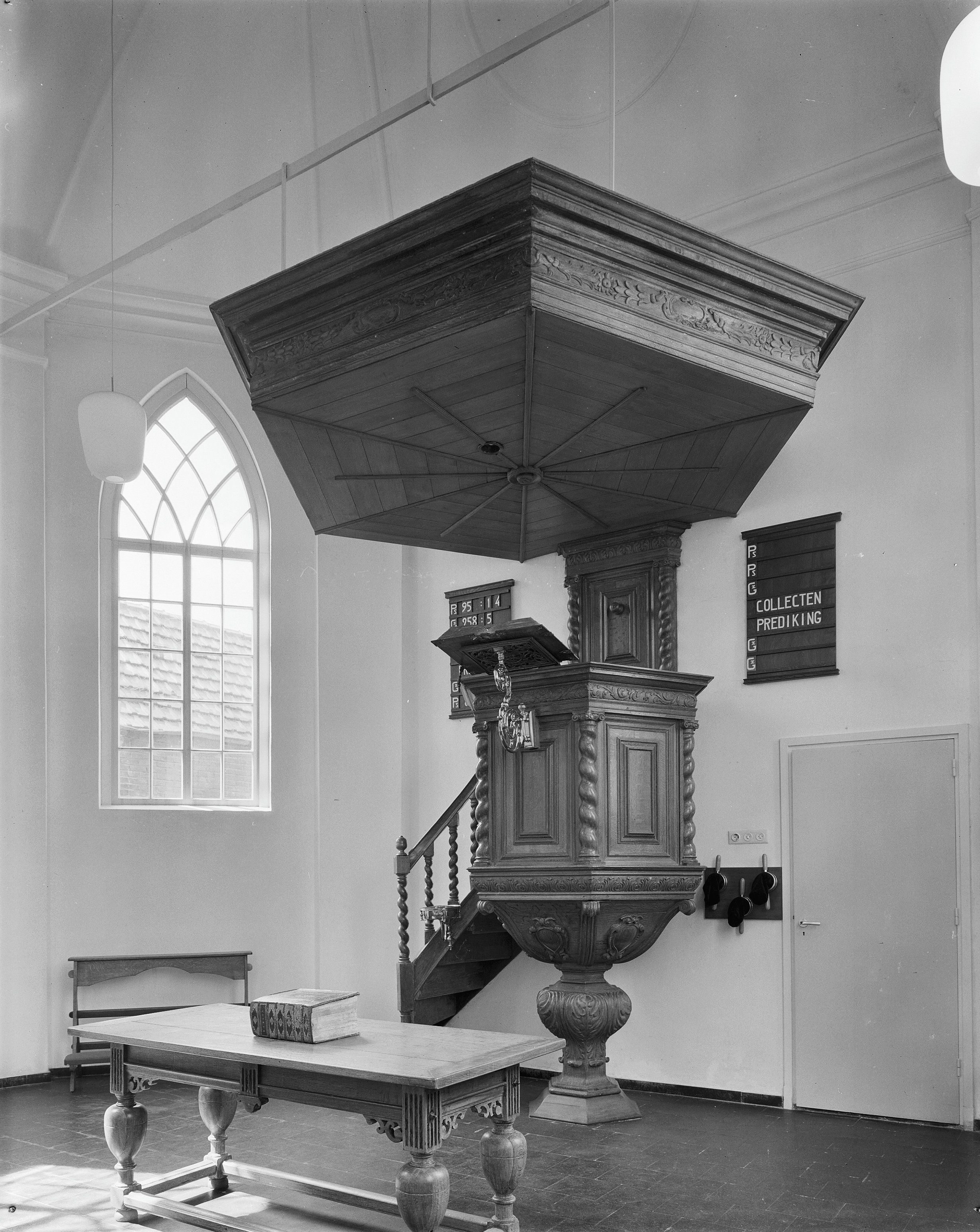
Preekstoel (1971)
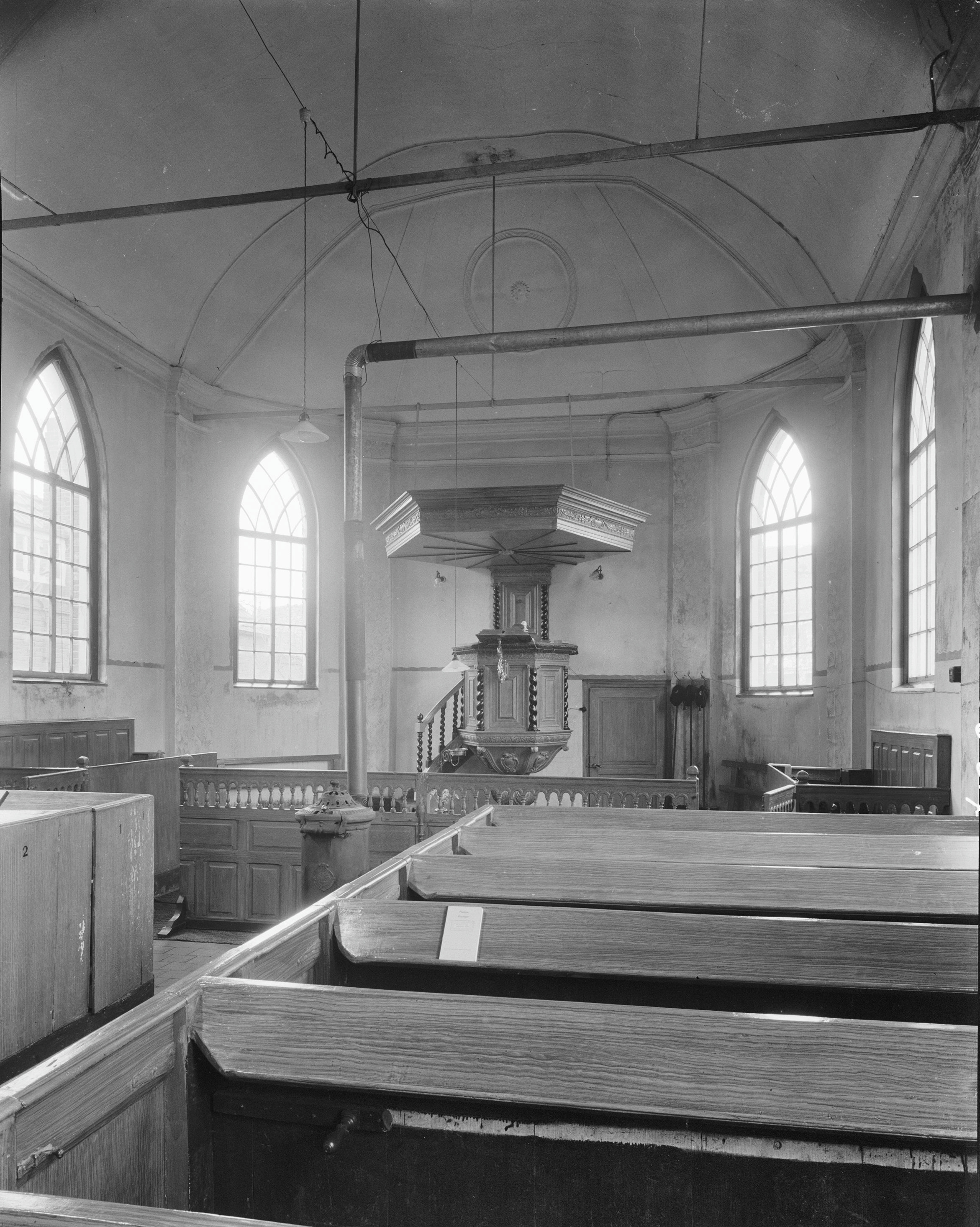
Interieur (1964)
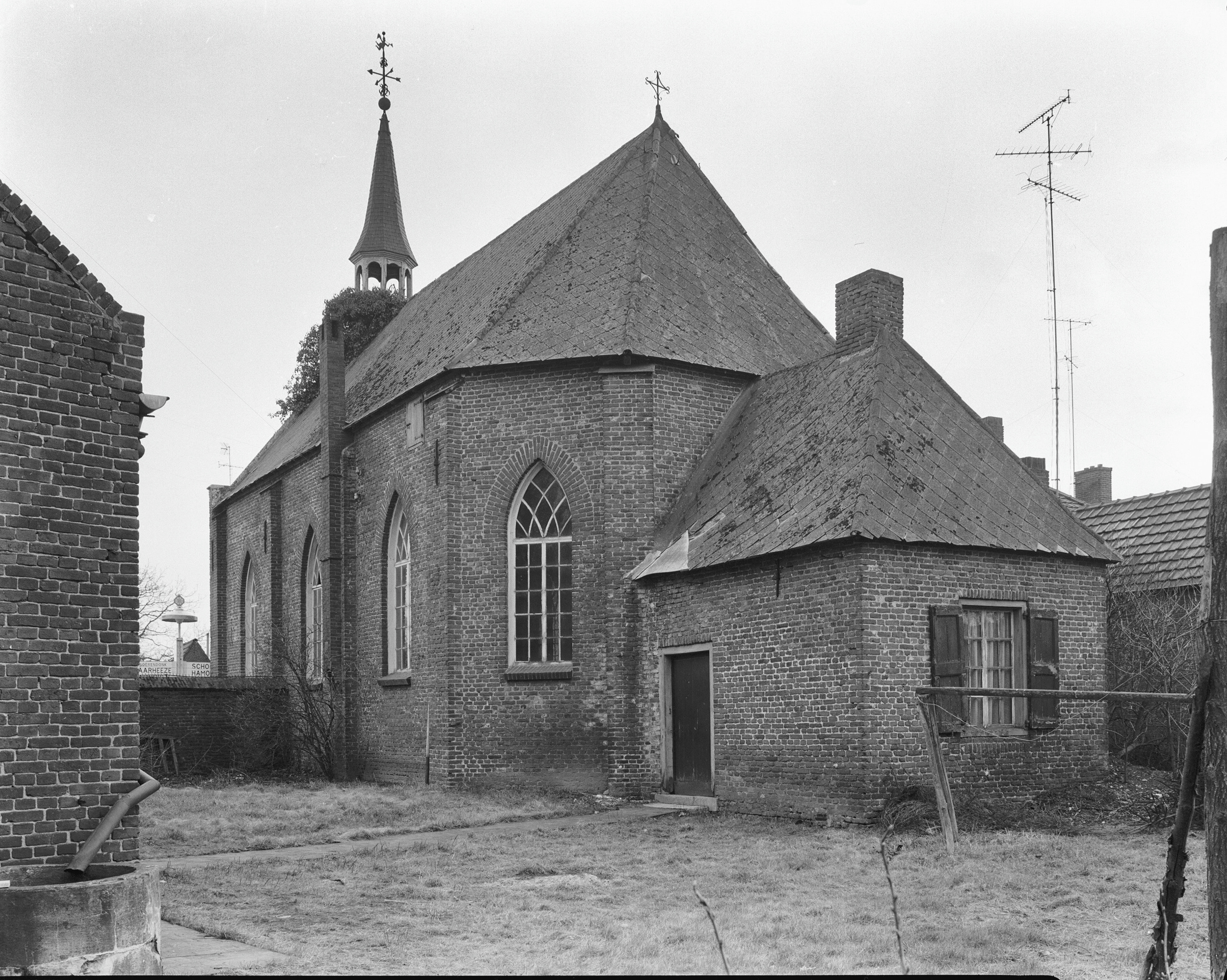
Exterieur (1964)